# فسفوليباز A2
الفسفوليباز A2 (بالإنجليزية: Phospholipase A2)‏ ( الاسم المنهجي [الإنجليزية] فوسفاتيديل‌كولين 2-أسيل‌هيدرولاز) هو فوسفوليباز (هيدرولاز يقوم بحلمأة الليبيدات الفسفورية) يحفز قص الأحماض الدهنية في الموضع 2، عبر حلمأة الرابطة بين "ذيل" الحمض الدهني الثاني وجزيء الغليسرول:
|                 | + H2O {\displaystyle \rightleftharpoons } |          | + |                        |
| فسفاتيديل كولين |                                           | حمض دهني |   | 2-ليزوفوسفاتيديل-كولين |
يتعرف هذا الفوسفوليباز بالتحديد على رابطة الأسيل sn2 [الإنجليزية] الخاصة بالفوسفوليبيدات ويقوم بحلمأتها محررا حمض الأراكيدونيك وحمض ليزوفسفاتيد [الإنجليزية] بعد تحريره، يعدَّل حمض الأراكيدونيك بواسطة السيكلوأكسجينازات والليبوأكسجينازات [الإنجليزية] إلى مركب نشط يسمى إيكوزانويد. تشمل الإيكوزانويدات: البروستاغلاندينات واللوكوترايينات والتي تصنف كعوامل وسيطة مضادة للالتهاب ومحفزة له.
تتواجد إنزيمات الفسفو ليباز A2 بشكل شائع في أنسجة الثدييات وكذلك في زعاف العنكبوتيات والحشرات والثعابين. يتكون زعاف النحل إلى حد كبير من الميليتين [الإنجليزية] وهو محفز للفسفو ليباز A2. بسبب زيادة تواجد ونشاط الفسفو ليباز A2 الناتج عن لدغة حشرة أو ثعبان، يتم تحرير حمض الأراكيدونيك من الغشاء الفوسفوليبيدي ولذلك يحدث التهاب وألم في موقع اللدغة. يوجد كذلك فسفو ليباز A2 لدى بدائيات النوى [الإنجليزية].
الفوسفوليبيدات الأخرى هي: فسفوليباز A1 [الإنجليزية] وفسفوليباز B [الإنجليزية] وفسفوليباز C [الإنجليزية] و فسفوليباز D [الإنجليزية] وتختلف في مواقع القص.

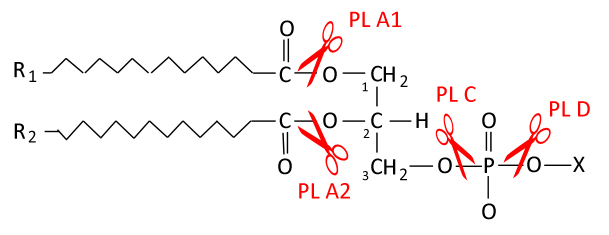
مواقع قص مختلف أنواع الفوسفوليبيدات :
- PLA1 : فسفوليباز A1
- PLA2 : فسفوليباز A2
- PLC : فسفوليباز C
- PLD : فسفوليباز D.